# Knirkerevyen
Knirkerevyen er en revy, der eksisterede fra 1992 til 2001 og igen fra 2010. Revyerne blev oprindeligt produceret som underholdning til deltagerne på Danske Kirkedage af underholdningsgruppen The Foolklats og tager i sit materiale udgangspunkt i kirkelige temaer og trosspørgsmål, som bliver angrebet fra en satirisk vinkel.
Knirkerevyen blev sat op på Danske Kirkedage i 1992, 1995 og 1998, og de to sidste blev derudover efterfølgende opsat i Århus Festuge og turnerede i kirkelige sammenhænge i Danmark. Senest havde Knirkerevyen IV urpremiere i Hobro i august 2010. Den har siden turneret nationalt.

## Knirkerevyen I
- Spillede på Danske Kirkedage i Odense i 1992.
- De medvirkende var skuespillerne Sven Wortmann, Michael Biehl Hansen, Thomas Biehl og Eva Müller. Kapelmester var Hans Dammeyer.

## Knirkerevyen II – Se den før din næste!
- Spillede på Danske Kirkedage i Fredericia 1995, samt Århus Festuge 1996 og turnerede fra 1996-1998.
- De medvirkende var skuespillerne Sven Wortmann, Michael Biehl Hansen, Thomas Biehl, Lene Klemensen Gade og Henrik Vestergaard. Kapelmester var Flemming Høgild Berg.

## Knirkerevyen III – Når himmelhunden skal luftes
- Spillede på Danske Kirkedage i Fredericia 1998, samt Århus Festuge 1998 og turnerede fra 1998-2001.
- De medvirkende var skuespillerne Sven Wortmann, Michael Biehl Hansen, Thomas Biehl, Lene Klemensen Gade og Henrik Vestergaard. Kapelmester var Flemming Høgild Berg.

## Knirkerevyen IV – Stor opstandelse
- Programsat med urpremiere på Danske Kirkedage i Viborg i foråret 2010, men blev aflyst og havde i stedet premiere i Hobro i august 2010. Den har siden turneret i hele Danmark og bl.a. spillet for flere kirkelige organisationers årsmøder på Hotel Nyborg Strand og på teatret Ambassaden i Aarhus.
- De medvirkende var skuespillerne Sven Wortmann, Thomas Biehl og Henrik Vestergaard. Kapelmester var Hans Dammeyer.

## Ekstern henvisning
- Knirkerevyen, hjemmeside